# Aucha flava
Aucha flava là một loài bướm đêm trong họ Noctuidae.